# Jørgen Alexander Knudtzon
Jørgen Alexander Knudtzon, född den 9 september 1854 i Trondhjem, död den 7 januari 1917 i Kristiania, var en norsk assyriolog.
Knudtzon, som blev filosofie doktor vid Kristiania universitet 1889, gjorde fleråriga forskningsresor utomlands, blev stipendiat 1894 medskyldighet att hålla föreläsningar i assyriologi och e.o. professor i semitiska språk 1907. Hans främsta vetenskapliga skrifter är Om det saakaldte perfektum og imperfektum i hebraisk (1889), Zur assyrischen und allgemein semitischen Grammatik (i "Zeitschrift für Assyriologie", 1891-92), Assyrische Gebete an den Sonnengott (1893), Ergebnisse einer Kollation der El-Amarna-Tafeln (1899), Die zwei Arzawa-Briefe (1902) och Die El-Amarna-Tafeln (1908).